# PAQR7
PAQR7‏ (Progestin and adipoQ receptor family member 7) هوَ بروتين يُشَفر بواسطة جين PAQR7 في الإنسان.